# Astrilder
Astrilder är en familj med små tättingar som förekommer i tropikerna i gamla världen och Australasien. Ibland, speciellt i burfågelsammanhang, kallas de på svenska för praktfinkar.
De är fröätande flockfåglar, ofta kolonihäckande, med kort, tjock och spetsig näbb. De är alla mycket lika till kroppsform och vanor men skiljer sig mycket åt vad gäller färger och mönster på fjäderdräkten.
Alla astrilder bygger stora närmast sfäriska bon och lägger mellan fem och 10 vita ägg. En del av arterna inom släktena Lagonosticta och Pytilia är värdar för häckningsparasiterande arter av familjen änkor (Viduidae)
Merparten av familjens arter är känsliga för kyla och kräver ett varmt, ofta tropiskt klimat, men en del arter har anpassat sig till ett kallare klimat i södra Australien.
Familjens minsta art är mindre olivastrild som bara mäter 8,3 cm, medan den lättaste arten är svartgumpad astrild som väger 6 g. Den största arten är risfågeln som mäter 17 cm och väger 25 g.

## Systematik
DNA-studier visar att familjen kan delas upp i fem underfamiljer. Nedanstående lista med släkten och arter följer International Ornithological Congress:
- Poephilinae
  - Heteromunia – fjällbröstad astrild
  - Oreostruthus – papuaastrild
  - Stagonopleura – 3 arter
  - Neochmia – 2 arter
  - Emblema – målad astrild
  - Bathilda – sävastrild
  - Aidemosyne – plommonhättad astrild
  - Stizoptera – ringastrild
  - Taeniopygia – zebrafink
  - Poephila – 3 arter
- Lonchurinae
  - Spermestes – 4–5 arter
  - Lepidopygia – madagaskarmunia
  - Euodice – 2 arter silvernäbbar
  - Padda – 2 arter
  - Mayrimunia – 2 arter
  - Lonchura – 28–29 arter munior
- Erythrurinae
  - Chloebia – regnbågsamadin
  - Erythrura – 11–12 arter
- Estrildinae
  - Nesocharis – 2 arter
  - Coccopygia – 2–3 arter
  - Mandingoa – grönastrild
  - Cryptospiza – 4 arter bergastrilder
  - Parmoptila – 3 arter myrpickare
  - Nigrita – 4 arter negriter
  - Delacourella – vitkindad astrild
  - Brunhilda – 2 arter
  - Glaucestrilda – 3 arter
  - Estrilda – 11–12 arter
- Lagonostictinae
  - Ortygospiza – vaktelastrild
  - Paludipasser – gräshoppsastrild
  - Amadina – 2 arter amadiner
  - Amandava – 3 arter tigerfinkar
  - Granatina – 2 arter
  - Uraeginthus – 3 arter fjärilsfinkar
  - Spermophaga – 3 arter blånäbbar
  - Pyrenestes – 3 arter
  - Pytilia – 5 arter
  - Euschistospiza – 2 arter
  - Hypargos – 2 arter
  - Clytospiza – brun droppastrild
  - Lagonosticta – 11–13 arter amaranter